# Santa María del Espino (Guadalajara)
Santa María del Espino (antiguamente llamada Rata del Ducado) es una localidad española del norte de la provincia de Guadalajara, en la comunidad autónoma de Castilla-La Mancha. Pertenece al municipio de Anguita.

## Toponimia
Hasta principios del siglo XX al lugar se le conocía como Rata del Ducado, nombre que se cambiaría por el de Santa María del Espino (nombre actual).

## Historia
Hacia mediados del siglo XIX, el lugar, por entonces con ayuntamiento propio, tenía contabilizada una población de 98 habitantes. La localidad aparece descrita en el decimotercer volumen del Diccionario geográfico-estadístico-histórico de España y sus posesiones de Ultramar de Pascual Madoz de la siguiente manera:

RATA: l. con ayunt. en la prov. de Guadalajara (15 leg.), part. jud. de Cifuentes (5), aud terr. de Madrid (25), c. g. de Castilla la Nueva, dióc. de Sigüenza (5). sit. en una pequeña colina con libre ventilacion y clima sano; tiene 22 casas; la consistorial que sirve de cárcel; un pósito con el fondo de 34 fan. de trigo; una igl. parr. (San Salvador), servida por un cura y un sacristan. térm., confina con íos de Hiniestola, Padilla, Villarejo y Luzon; dentro de él se encuentran una ermita (Ntra. Sra. del Espino), dos fuentes de buenas aguas y una que provee al vecindario para beber y demas necesidades domésticas, y un manantial que sirve de abrevadero á los ganados; el terreno que participa de quebrado y llano es flojo, de poca miga y todo de secano; abunda en montes poblados de pino, carrasca, sabina y enebro; caminos: los que dirigen á los pueblos limítrofes, todos de herradura, en mediano estado; correo: se recibe y despacha en la cab. del part.: prod.: trigo, cebada, avena, almortas, guisantes, leñas de combustible, algunas maderas de construccion, con las que se mantiene ganado lanar, cabrío, mular, vacuno y asnal; abunda la caza de perdices, conejos, liebres, palomas, algunos venados y corzos, y tambien se ven bastantes lobos, zorras y garduñas. ind.: la agrícola y recriacion de ganados. pobl.: 20 vec., 98 alm. cap. prod.: 893,300 rs. imp. 26,800. contr.: 1,254.
(Madoz, 1849, p. 376)

## Naturaleza

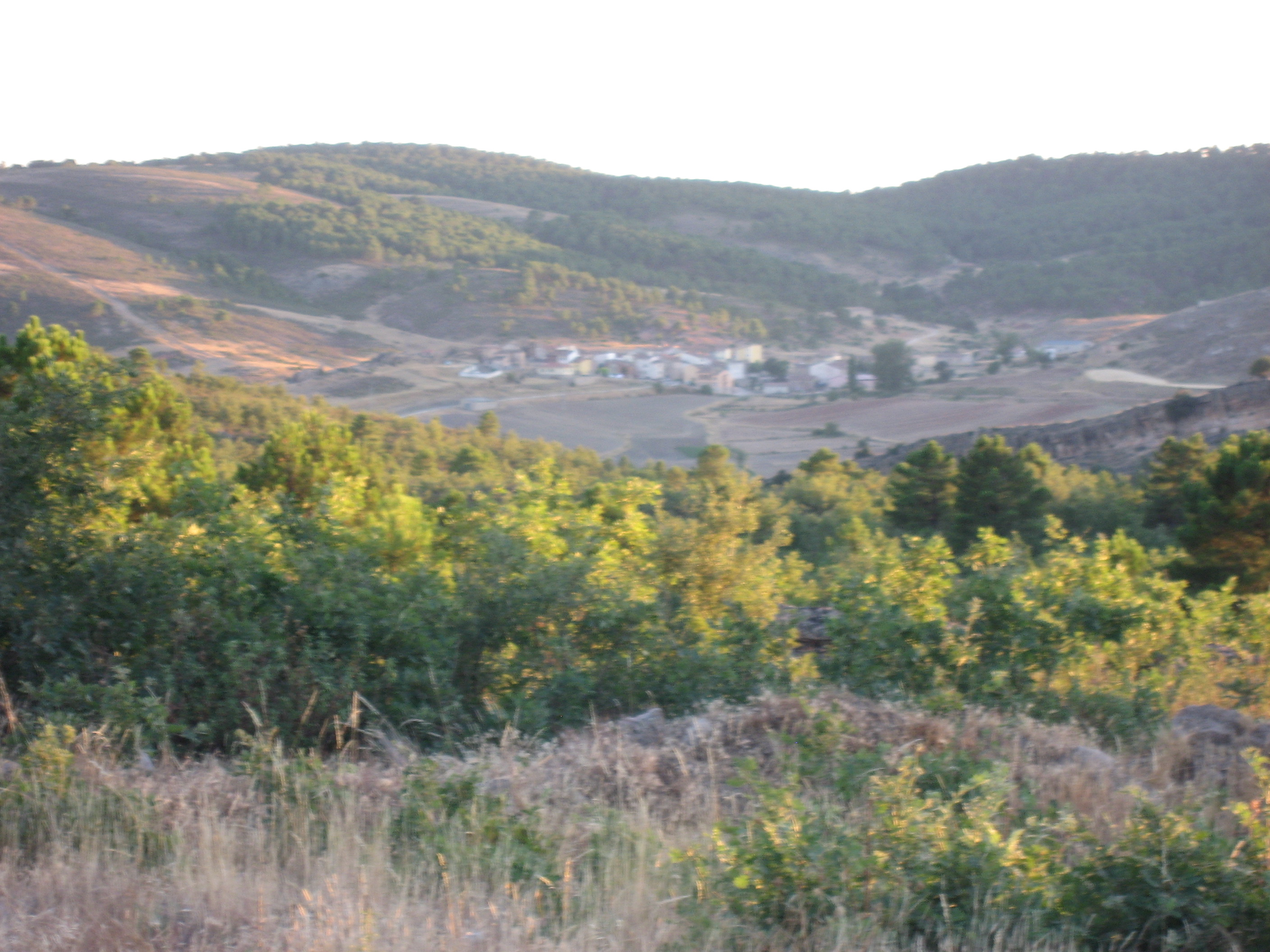
Vista del pueblo, desde la carretera de Luzón.

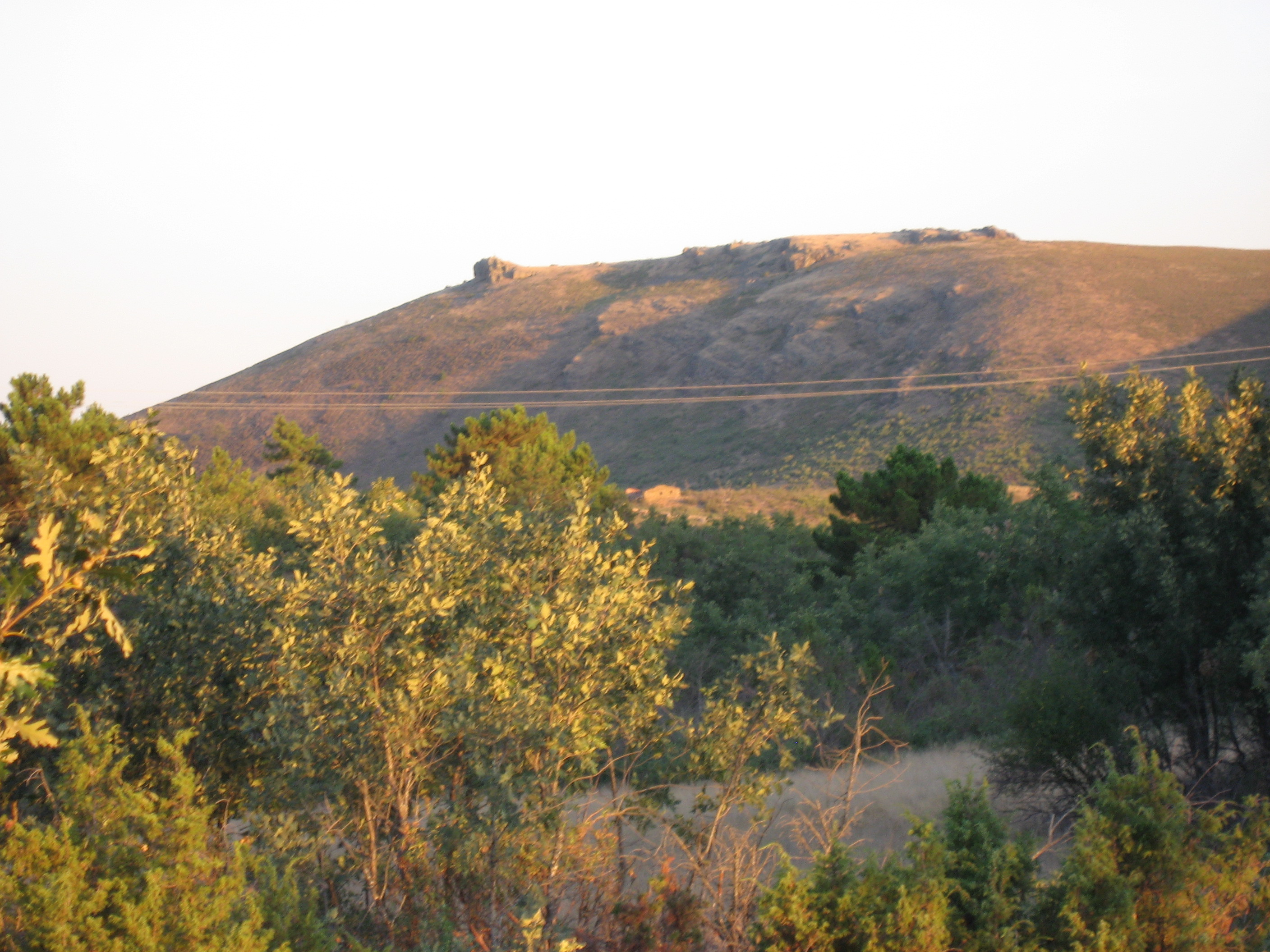
Cerro el Otero

El pueblo se halla en un valle arbolado, inmediatamente posterior al pinar del lugar (en buena parte quemado por culpa del incendio de 2005, en el que perecieron 11 personas). 
Junto a los pinos destacan las vastas poblaciones de quejigo, roble albar[cita requerida] y carrasca, sin olvidar a algunos ejemplares de sabina albar, sobre todo en las zonas de mayor altitud. Grandes extensiones de las especias, arriba mencionadas, están surgiendo en el espacio quemado por el citado incendio.
En este pueblo comienza el parque natural del Alto Tajo, el más grande de toda la provincia. 
El lugar se halla bañado por el río Linares, arroyo de la Hoz y afluentes (destacar los del barranco del Ceño Rubio, la Fresneda, el Soto, de la Poveda o del Buendesvío). El río es afluente del río Ablanquejo, el cual lo es a su vez del río Tajo.
De la orografía del pueblo destacan dos picos (los más altos del municipio de municipio de Anguita: Sierra Gallugar (1307 m) y el Alto del Otero (de 1321 m, dentro de la formación conocida como pico Rata). 
Justo en el linde con la vecina Riba de Saelices, destaca el paraje de Los Milagros. Se trata de tres formaciones rocosas erguidas sobre una ladera montañosa de color rojizo. El mayor de ellos alcanza una altura de 80 m. Reciben los nombres de Somero, Solana y del Alto.

## Demografía
| Gráfica de evolución demográfica de Santa María del Espino entre 1930 y 1960 |
| |
| Población de derecho según los censos de población del INE Población de hecho según los censos de población del INEEntre el censo de 1930 y el anterior, aparece este municipio porque se segrega del municipio Anguita Entre el censo de 1970 y el anterior, este municipio desaparece porque se integra en el municipio Anguita |

## Patrimonio
- Bajo el cerro Otero, cerca del río Linares, se encuentra la cueva de Rata (o cueva de la Hoz). La formación tiene 156 metros de longitud, y posee un manantial (que es aprovechado por los vecinos del pueblo). En el año 1935, gracias a la investigación llevada a cabo por Juan Cabré, fue declarada monumento histórico-artístico. Su importancia radica en ser, junto a la próxima cueva de los Casares (en la Riba de Saelices), una de las cuevas más importantes del país en lo que a grabados rupestres se refiere. En la cueva se han encontrado grabados de caballos, bisontes, uros, cérvidos, caprinos, e incluso un reno.
- En el paraje de los Rodeos (curvas por donde pasan las aguas del Linares, en busca del valle) se halla la Pared de los Moros, pared de colosales proporciones, que según se dice, construyeron los antiguos pobladores islámicos con el fin de hacer una presa.
- La iglesia parroquial del lugar es un bello ejemplo de arquitectura religiosa rural. Posee una espadaña triangular sobre el muro de poniente con vanos para las campanas, y puerta de acceso, con arco semicircular, en el propio muro.
- En el paraje homónimo se encuentran los restos del que fue cuartel general de operaciones del Empecinado, durante la Guerra de la Independencia española, el Buendesvío.